# Fontanellato
Fontanellato is een gemeente in de Italiaanse provincie Parma (regio Emilia-Romagna) en telt 6477 inwoners (31-12-2004). De oppervlakte bedraagt 53,9 km², de bevolkingsdichtheid is 119 inwoners per km².
De volgende frazioni maken deel uit van de gemeente: Vedi elenco.

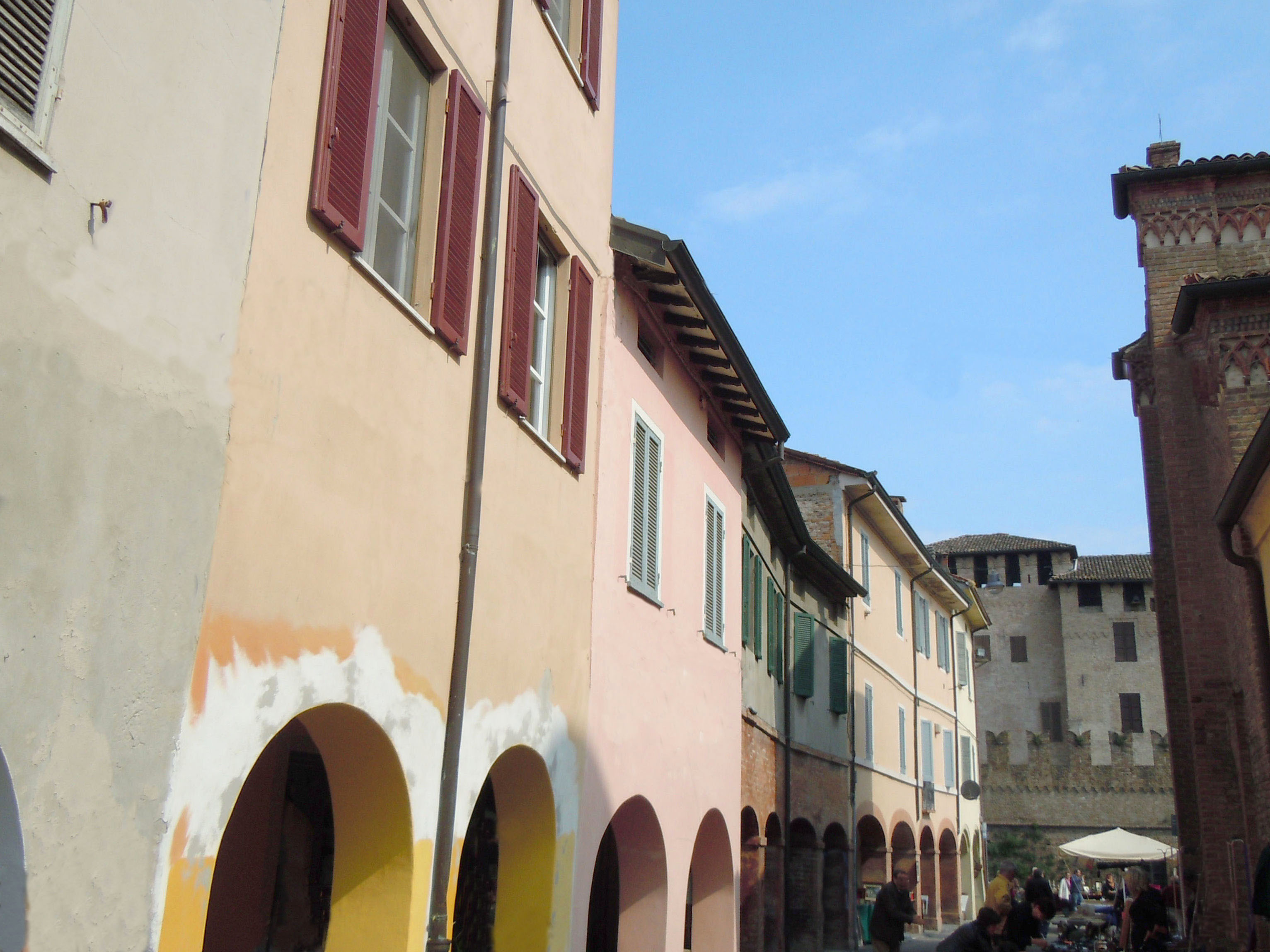
Straat in Fontanellato
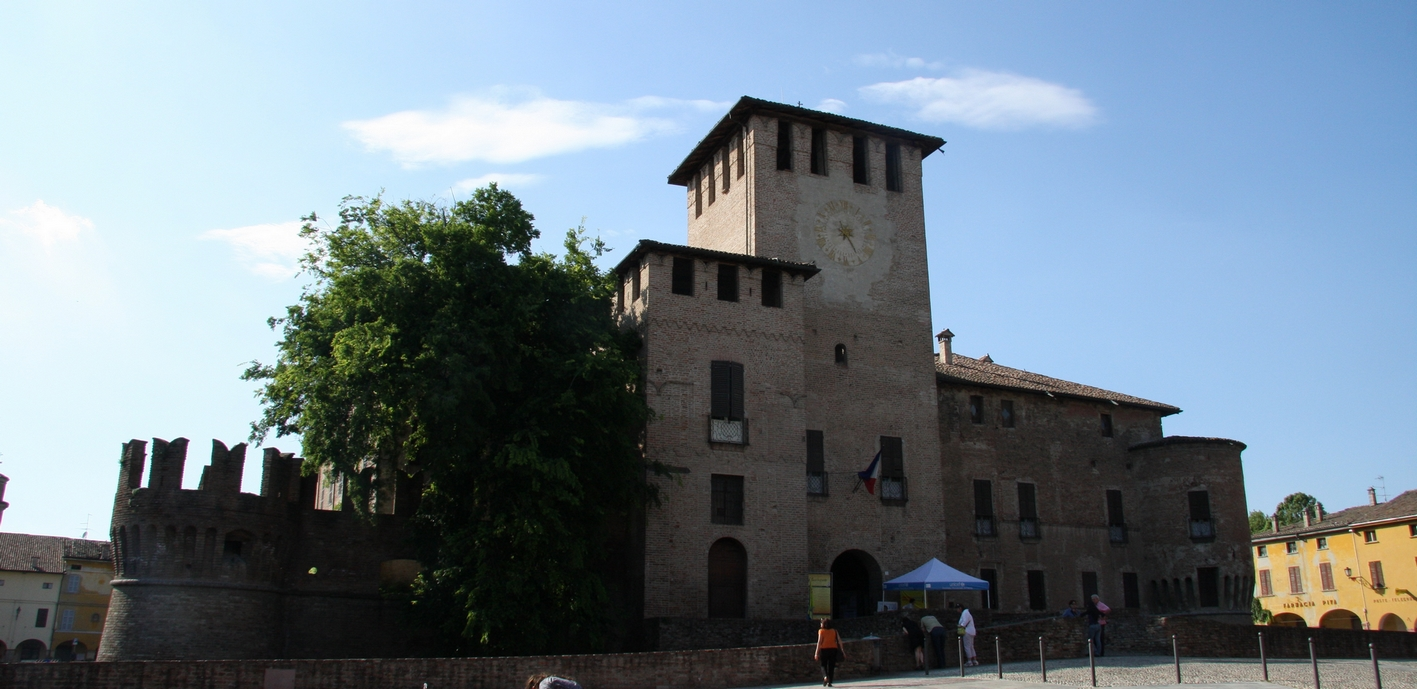
Gemeentehuis
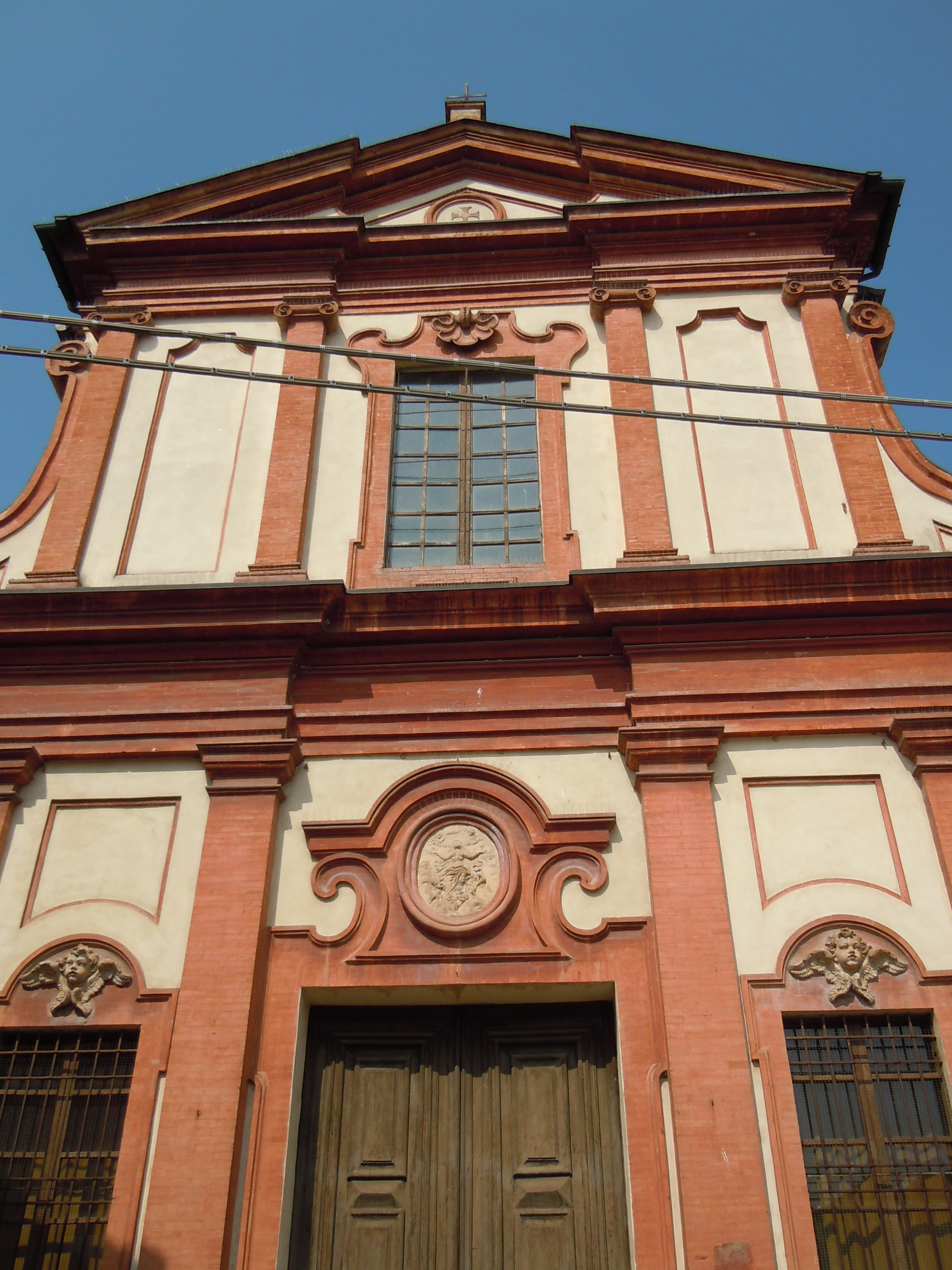
Kerk Assunta
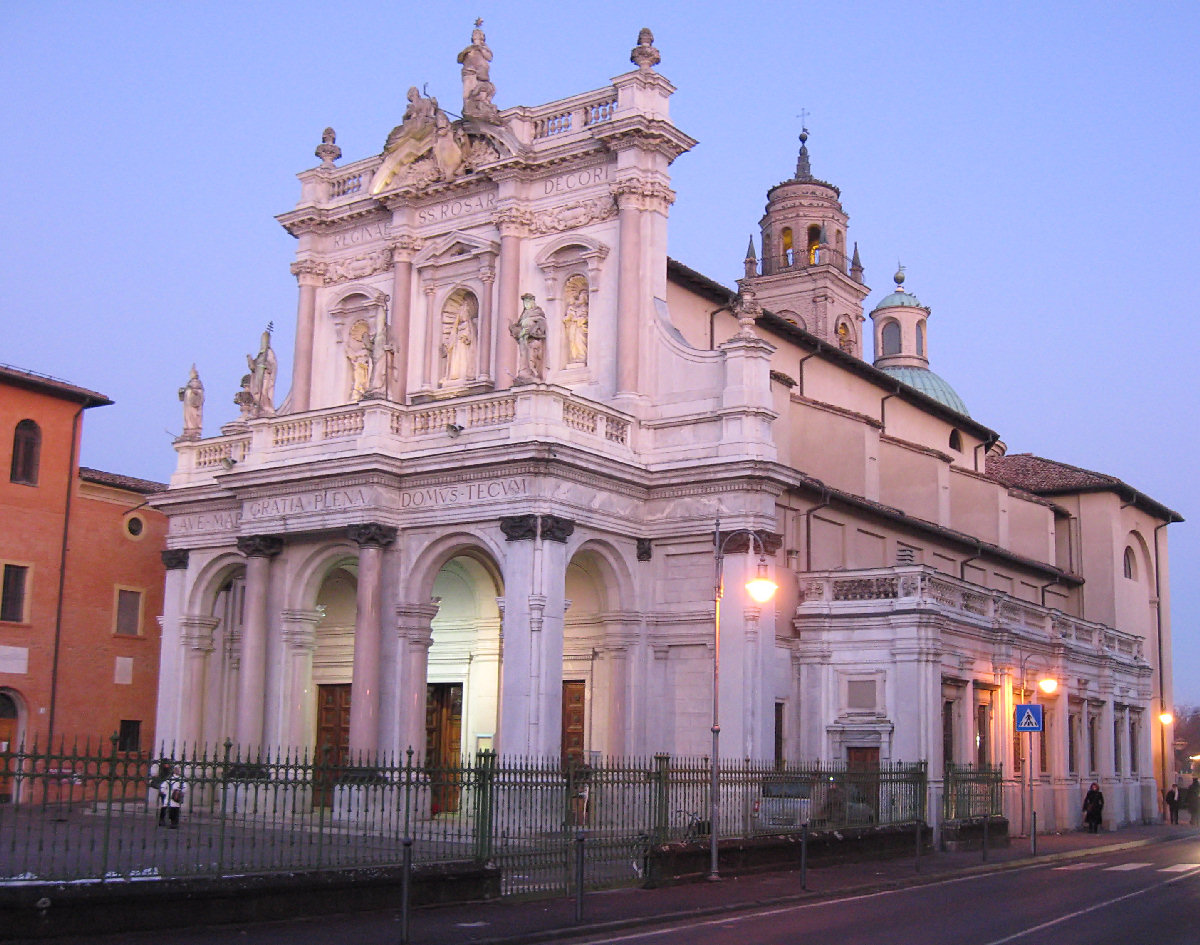
Basiliek van Fontanellato

## Demografie
Fontanellato telt ongeveer 2560 huishoudens. Het aantal inwoners steeg in de periode 1991-2001 met 3,7% volgens cijfers uit de tienjaarlijkse volkstellingen van ISTAT.
| Jaar | Inwoneraantal |
| ---- | ------------- |
| 1991 | 6109          |
| 2001 | 6338          |

## Geografie
De gemeente ligt op ongeveer 45 m boven zeeniveau.
Fontanellato grenst aan de volgende gemeenten: Fidenza, Fontevivo, Noceto, Parma, San Secondo Parmense, Soragna, Trecasali.

## Bezienswaardigheden
- Het belangrijkste monument van Fontanellato is de rocca Sanvitale, ook gekend als het kasteel van Fontanellato. De rocca is zowat het symbool van Fontanellato en is uitstekend bewaard gebleven. Het is een vesting die vlak in het centrum oprijst. De aanvang van de bouwwerken wordt gesitueerd in 1124. Toeristisch gezien maakt de rocca Sanvitale deel uit van het circuit van de kastelen van de hertogen van Parma. De vesting heeft een vierkant grondplan en heeft, benevens de donjon, op elke hoek een toren, drie cirkelvormige en één vierkante. Ze doet heel militair aan. Een brede en diepe slotgracht omsluit de burcht helemaal. Aan de rechterzijkant bevindt zich een heel lange loggia die versierd is met fresco's. Een stenen brug leidt onder de donjon door naar het binnenplein.